# Medicago varia
Espèce

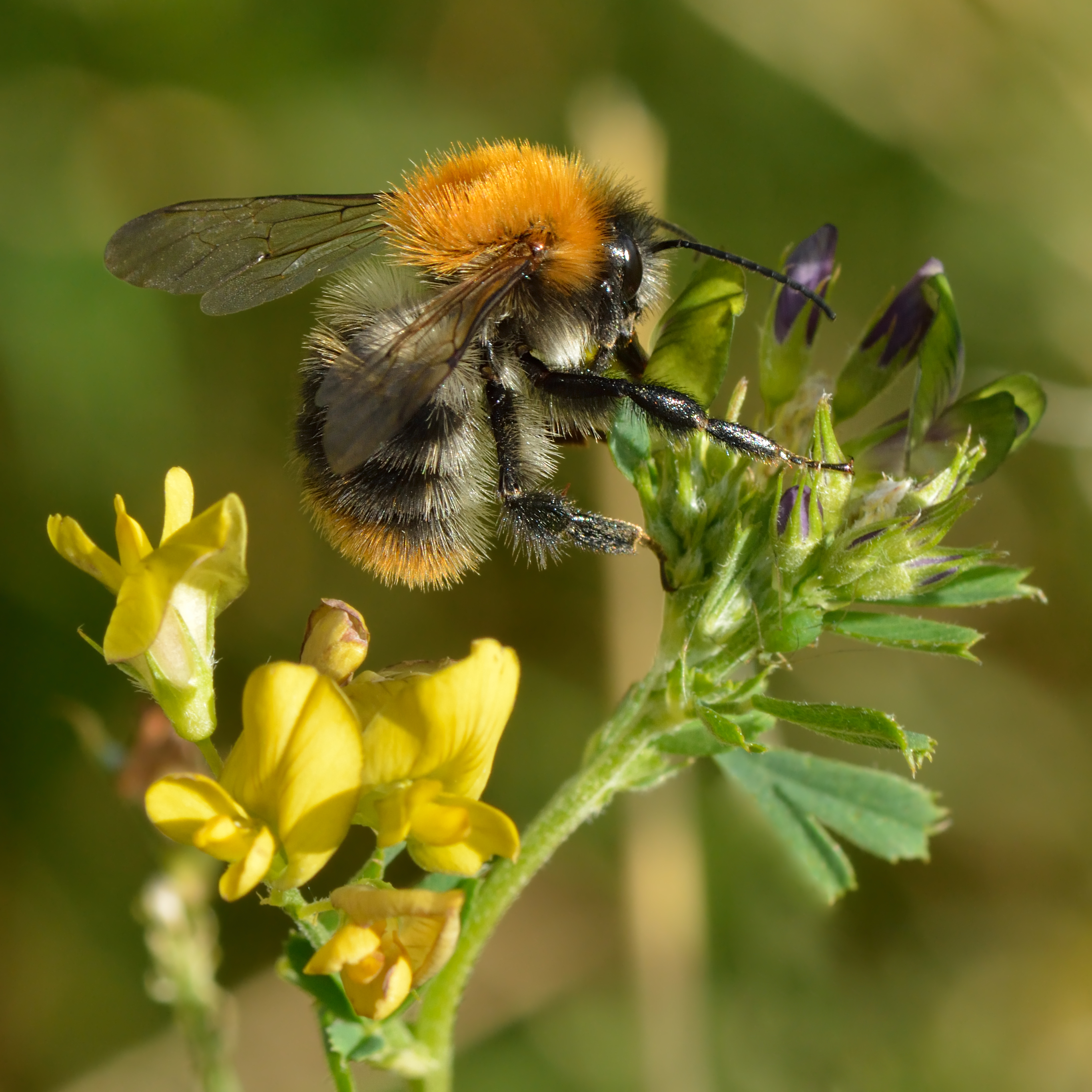
Bourdon butinant une luzerne bigarrée.

Medicago × varia, la Luzerne bigarrée, est une espèce de plantes à fleurs de la famille des Fabaceae. C'est une espèce hybride de Luzerne.

## Synonymes
- Medicago sativa subsp. × varia
- Medicago sativa subsp. falcata
- Medicago sativa subsp. media (Pers.) Schübler & G.Martens
- Medicago × media Pers. (Basionyme)
- Medicago × cibinensis Lerchenf. ex Schur
- Medicago falcata subsp. media (Pers.) Bonnier & Layens
- Medicago falcata var. cyclocarpa (Hy) Rouy